# Madagunaki, Bijapur
Madagunaki là một làng thuộc tehsil Bijapur, huyện Bijapur, bang Karnataka, Ấn Độ.